# 麦嘉键
麦嘉键（1995年10月19日—），是一名中国足球运动员，现效力中国足球超级联赛球队廣州富力，司职中场。

## 俱乐部生涯
2008年，13岁的麦嘉键开始在番禺明珠接受足球训练。2010年，他前往南昌衡源试训并被草签进入其梯队。2011年，麦嘉键代表番禺明珠参加五人制的粤超联赛，并成为赛事最年轻的进球球员。 之后麦嘉键正式进入南昌衡源梯队，并随队迁回上海。
2014年6月，麦嘉键在2014赛季二次转会中进入上海申鑫一线队。2014年7月24日，他在2014年中国足协杯第四轮上海申鑫客场2比1击败业余球队苏州锦富新材的比赛首发并踢满全场，上演职业生涯首秀。 8月30日，他在上海申鑫主场0比1不敌天津泰达第85分钟替补王赟出场，上演中超联赛首秀。